# Gravedad cuántica canónica
En física, la gravedad canónica o gravedad cuántica canónica es un intento de cuantizar la formulación canónica de la relatividad general. Es una formulación hamiltoniana de la Teoría General de la Relatividad de Einstein.

## Introducción
La teoría básica fue descrita por Bryce DeWitt en un artículo formal en 1967, basándose en un trabajo previo de Peter G. Bergmann, usando las llamadas técnicas de cuantización canónica para sistemas hamiltonianos limitados inventadas por P. A. M. Dirac. El enfoque de Dirac permite la cuantización de sistemas que incluyen simetrías de norma usando técnicas hamiltonianas en una elección de norma fija. Nuevos enfoques, basados en parte en el trabajo de DeWitt y Dirac, incluyen el estado de Hartle-Hawking, el cálculo de Regge, la ecuación de Wheeler-DeWitt y la gravedad cuántica de lazos.

## Desarrollo matemático
La cuantización se basa en la descomposición del tensor métrico tal y como sigue,

{\displaystyle g_{\mu \nu }dx^{\mu }dx^{\nu }=(-\,N^{2}+\beta _{k}\beta ^{k})dt^{2}+2\beta _{k}dx^{k}dt+\gamma _{ij}dx^{i}dx^{j}}

donde la suma de los índices repetidos es implícita, el índice 0 indica tiempo {\displaystyle \tau =x^{0}}, los índices griegos toman todos los valores 0,...,3 y los índices latinos toman los valores especiales 1,...3. La función {\displaystyle N} se llama la función lapso y las funciones {\displaystyle \beta _{k}} se llaman funciones shift. Los índices espaciales se incrementan y decrementan usando la métrica espacial {\displaystyle \gamma _{ij}} y su inversa {\displaystyle \gamma ^{ij}}: {\displaystyle \gamma _{ij}\gamma ^{jk}=\delta _{i}{}^{k}}, {\displaystyle \beta ^{i}=\gamma ^{ij}\beta _{j}}, {\displaystyle \gamma =\det \gamma _{ij}}, donde {\displaystyle \delta } es la delta de Kronecker. Con esta descomposición, la lagrangiana de Einstein-Hilbert se convierte en, hasta derivadas totales,

{\displaystyle L=\int d^{3}x\,N\gamma ^{1/2}(K_{ij}K^{ij}-K^{2}+{}^{(3)}R)}

Donde:
{\displaystyle {}^{(3)}R} es la curvatura escalar espacial calculada con respecto a la métrica de Riemann {\displaystyle \gamma _{ij}}
{\displaystyle K_{ij}={\frac {1}{2}}N^{-1}\left(\nabla _{j}\beta _{i}+\nabla _{i}\beta _{j}-{\frac {\partial \gamma _{ij}}{\partial \tau }}\right),} es la curvatura extrínseca, donde a su vez:
{\displaystyle \nabla _{i}} da una diferenciación covariante con respecto a la métrica {\displaystyle \gamma _{ij}}.
DeWitt escribe que la lagrangiana «tiene la forma clásica de "energía cinética menos energía potencial", con la curvatura extrínseca jugando el papel de la energía cinética y el opuesto de la la curvatura intrínseca, el de la energía potencial.» Aunque esta forma de la lagrangiana es manifiestamente invariante si se redefinen la coordenadas espaciales, hace opaca la covarianza general.
Como las funciones lapso (delay) y desplazamiento (shift) pueden ser eliminadas por una transformación de gauge, no representan grados físicos de libertad. Esto se indica moviéndonos al formalismo hamiltoniano por el hecho de sus momentos conjugados, respectivamente, {\displaystyle \pi } y {\displaystyle \pi ^{i}}, desaparecen de forma idéntica (on shell y off shell). Esto es lo que Dirac llama limitaciones primarias. Una elección popular de gauge llamada gauge síncrono, es {\displaystyle N=1} y {\displaystyle \beta _{i}=0}, aunque, en principio, puede ser elegida cualquier función de las coordenadas. En este caso, el hamiltoniano toma la forma:

{\displaystyle H=\int d^{3}x{\mathcal {H}},}

donde

{\displaystyle {\mathcal {H}}={\frac {1}{2}}\gamma ^{-1/2}(\gamma _{ik}\gamma _{jk}+\gamma _{il}\gamma _{jk}-\gamma _{ij}\gamma _{kl})\pi ^{ij}\pi ^{kl}-\gamma ^{1/2}{}^{(3)}R}

y:
{\displaystyle \pi ^{ij}} es el momento conjugado de {\displaystyle \gamma _{ij}}.
Las ecuaciones de Einstein pueden ser recuperadas tomando corchetes de Poisson con el hamiltoniano. Limitaciones on-shell adicionales, llamadas limitaciones secundarias por Dirac, surgen de la consistencia del álgebra de Poisson. Son {\displaystyle {\mathcal {H}}=0} y {\displaystyle \nabla _{j}\pi ^{ij}=0}. Esta es la teoría que está siendo cuantizada en aproximaciones a la gravedad cuántica canónica.